# Leandro Bonfim
Leandro do Bonfim, noto come Leandro Bonfim (Salvador, 8 gennaio 1984), è un ex calciatore brasiliano, di ruolo centrocampista.

## Caratteristiche tecniche
Centrocampista offensivo di ruolo trequartista, può giocare anche come interno di centrocampo.
Nel 2001 è stato inserito nella lista dei migliori calciatori stilata da Don Balón.

## Palmarès

### Club

#### Competizioni nazionali
- Campionato olandese: 2

PSV: 2002-2003, 2004-2005
- Coppa dei Paesi Bassi: 1

PSV: 2004-2005
- Supercoppa dei Paesi Bassi: 1

PSV: 2003

#### Competizioni statali
- Campionato paulista: 1

San Paolo: 2005
- Campionato Mineiro: 1

Cruzeiro: 2006

#### Competizioni internazionali
- Coppa Libertadores: 1

San Paolo: 2005
- Campionato mondiale per club FIFA: 1

San Paolo: 2005